# NGC 1826
NGC 1826 (другое обозначение — ESO 85-SC43) — рассеянное скопление в созвездии Золотой Рыбы, расположенное в Большом Магеллановом Облаке. Открыто Джеймсом Данлопом в 1826 году. Описание Дрейера: «очень тусклый, маленький объект, восточный из двух», под вторым объектом подразумевается NGC 1822. 
Возраст скопления ранее определялся как 400—800 миллионов лет, однако более поздняя работа даёт возраст около 1 млрд лет.
Этот объект входит в число перечисленных в оригинальной редакции «Нового общего каталога».